# Trofisk niveau
En organismes trofiske niveau (af græsk τροφη, trophé, "ernære") er et udtryk for dets trin i fødekæden.
Man inddeler normalt i følgende niveauer:
1. Producenter (autotrofe planter, alger og bakterier)
2. Planteædere (heterotrofe planteædere, plantesnyltere og plantesygdomme)
3. Rovdyr af første orden (ædere af planteædere)
4. Rovdyr af anden orden (ædere af rovdyr)

Da både stof- og energitabet ved omsætning fra et niveau til det næste er på 90 %, er det begrænset, hvor mange niveauer, der kan være i en fødekæde. Allerede ved rovdyr af anden orden er det område, der skal afsøges for føde, så stort, at der næsten ikke er energimæssig fornuft i at løbe efter føden.[kilde mangler]
Rovdyr af tredje eller endnu højere ordner ses kun, når det lykkes dyr fra én biotop (del af økosystem) at udnytte fødekilder i en anden biotop (eksempelvis ved fiskeri, hvor landbaserede dyr fanger vandbaserede dyr).